# Ravijärvi (sjö i Outokumpu, Norra Karelen)
Ravijärvi är en sjö i kommunerna Outokumpu och Kaavi i landskapen Norra Karelen och Norra Savolax i Finland. Sjön ligger 118,8 meter över havet. Den är 9,4 meter djup. Arean är 46 hektar och strandlinjen är 4,57 kilometer lång. Sjön  ingår i Vuoksens huvudavrinningsområde.   Den ligger omkring 45 kilometer väster om Joensuu, omkring 64 kilometer öster om Kuopio och omkring 360 kilometer nordöst om Helsingfors. 
I sjön finns ön Kalmosaari. 